# 28-я добровольческая пехотная дивизия СС «Валлония» (1-я валлонская)
28-я добровольческая пехотная дивизия СС «Валлония» (1-я валлонская) (нем. 28. SS-Freiwilligen-Grenadier-Division „Wallonien“) — тактическое соединение войск СС нацистской Германии. Была окончательно сформирована 18 октября 1944 года, на основе 5-й добровольческой штурмовой бригады СС «Валлония», состоявшей из 69-го и 70-го пехотных полков СС. В составе дивизии были французские, испанские, русские и валлонские добровольцы, причём валлонов было большинство.

## Формирование
19 октября 1944 года 5-я добровольческая штурмовая бригада СС «Валлония» была переформирована в 28-ю добровольческую гренадерскую дивизию СС. В составе дивизии предполагалось создать три гренадерских полка, один артиллерийский полк и части поддержки. Из-за отсутствия требуемого количества валлонских добровольцев было начато формирование только двух полков. Примерная численность дивизии составляла 4 000 человек. Вплоть до конца 1944 года валлонская дивизия готовилась к боевым действиям.

## Участие в боевых действиях
С началом Арденнского наступления Дегрель сформировал боевую группу для продвижения на территорию Бельгии в целях пропаганды. Многие историки ставят под сомнение участие валлонов в наступлении. Однако из воспоминаний известно, что 2-я рота 70-го полка участвовала в бою за Ремаген. В конце января 1945 года было принято решение об отправке «Валлонии» на Восточный фронт.
Боевое крещение дивизия получила в Померании и в бою на Одерском плацдарме. Передислокация в Померанию и придание 11-й армии произошло в том же месяце. Дивизия подчинялась 39-му танковому корпусу и воевала на правом фланге 11-й армии. В середине февраля 1945 года дивизия принимала участие в наступлении в районе Старгарда, захлебнувшемся уже восточнее Мадюзее. Следствием затишья под Мадюзее стало придание полков 3-му танковому корпусу СС, оборонявшему фронт между Старгардом и Одером.

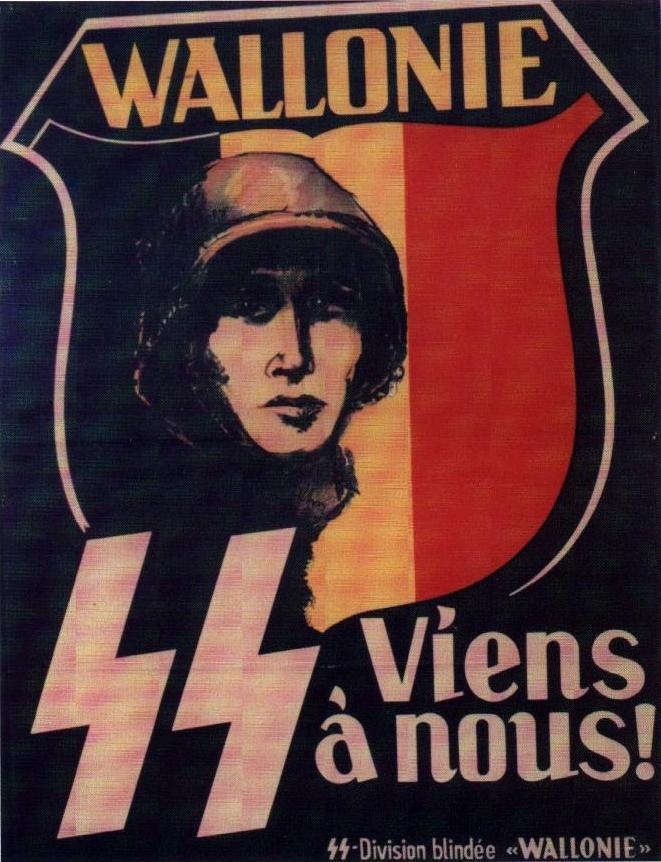
Агитационный плакат «Вступай в дивизию СС Валлония» на французском языке

В начале марта подразделения дивизии прорвались из кольца советских войск у Старгарда, но понесли большие потери, и численность «Валлонии» понизилась до 1 200 человек. Тяжёлые бои между Грайфенхагеном и Штеттином ослабили дивизию ещё больше. Затем дивизия была придана в качестве резерва армейской группе Вайхзель.
В середине марта остатки бельгийской дивизии вошли в состав 32-го армейского корпуса. В районе Шонфельда остатки соединения были сведены в боевую группу «Дерикс». Продолжая отступление и миновав Пренцлау, группа «Дерикс» 28 апреля достигла Нойштрелица. Из Нойштрелица валлонские добровольцы отступили к Любеку и сдались союзникам. Командир дивизии Дегрель бежал в Данию, а затем в Норвегию, откуда затем перелетел на самолёте в Испанию.

## Русские в дивизии
Первые эмигранты записались в создающийся легион в Льеже: из 200 человек добровольцев было несколько русских, о чём сообщила местная газета. В первом контингенте валлонов (850—860 человек) эмигрантов было примерно 8 человек. Всего через службу в легионе, а позже и в дивизии прошло около 20 русских, не считая советских военнопленных и хиви. Некоторые из белых являлись чинами Российского имперского союза-ордена (РИС-О); например, братья Сахновские или капитан Георгий Чехов. Другие были чинами Русского общевоинского союза (РОВС) и его бельгийской военной части, Русской стрелковой генерала Врангеля Дружины; например, Борис Каюков и Ростислав Завадский. Последний оставил дневник за 1941—1942 гг., подробно повествующий о службе в легионе. Капитан Г. В. Чехов, бывший офицер Российского императорского флота, командовал с 8 августа 1941 г. 3-й ротой легиона, в марте 1942 г. самим легионом, а затем c ноября 1944 по 1945 в звании штурмбаннфюрера СС командовал 70-м добровольческим пехотным полком СС. С июля 1942 года Русский синодический приход принимал участие в вербовке советских военнопленных, работавших на шахтах в Бельгии, для военных действий в составе батальона «Валлония» на Восточном фронте. Русская община Бельгии организовывала вечера памяти русских погибших в составе батальона «Валлония», в которых принимал участие Леон Дегрель. Памятные мероприятия проходили в Русской церкви на Авеню Дефре.

## Подчинение
- октябрь 1944 — январь 1945 (формирование в районе южного Ганновера)
- январь 1945 — март 1945 (39-й танковый корпус, 3-й танковый корпус СС в районе Старгарда)
- апрель 1945 (район Грайфенхаген/Штеттин, отступление в Бранденбург)

## Организация
- 69-й добровольческий пехотный полк СС (SS-Freiwilligen-Grenadier-Regiment 69)
- 70-й добровольческий пехотный полк СС (SS-Freiwilligen-Grenadier-Regiment 70)
- 28-й добровольческий артиллерийский полк СС (SS-Freiwilligen-Artillerie-Regiment 28)
- 28-й противотанковый артиллерийский дивизион СС (SS-Panzerjäger-Abteilung 28)
- 28-й разведывательный батальон СС (SS-Panzer-Aufklärungs-Abteilung 28)
- 28-й штурмовой батальон СС (SS-Sturm-Bataillon 28)
- 28-й батальон связи СС (SS-Nachrichten-Abteilung 28)
- 28-й сапёрный батальон СС (SS-Pionier-Bataillon 28)
- 28-й полевой запасной батальон СС (SS-Feldersatz-Bataillon 28)
- 28-й зенитная артиллерийская батарея СС (SS-Flak-Kompanie 28)
- 28-я санитарная рота СС (SS-Sanitäts-Kompanie 28)
- 28-я ветеринарная рота СС (SS-Veterinär-Kompanie 28)
- 28-я рота снабжения СС (SS-Nachschub-Kompanie 28)
- 28-я рота административного управления СС (SS-Verwaltungs-Kompanie 28)

## Командиры
- Штандартенфюрер СС Леон Дегрель (18 октября 1944 — 3 мая 1945)

## Награждённые Рыцарским крестом Железного креста

### Рыцарский крест Железного креста (1)
- Жак Леруа — 20 апреля 1945 — унтерштурмфюрер СС, командир 1-й роты 69-го добровольческого гренадерского полка СС (награждение не подтверждено).